# Petersberg (Erdweg)
Koordinaten: 48° 20′ N, 11° 18′ O
Petersberg ist ein Gemeindeteil der Gemeinde Erdweg im oberbayerischen Landkreis Dachau.

## Geografie
Petersberg liegt ca. 12 km nordwestlich von Dachau, ca. 15 km südöstlich von Aichach und ca. 6 km nördlich der Autobahn A8 (Anschlussstellen Odelzhausen bzw. Sulzemoos) an der St 2047. Das Kirchdorf liegt im Glonntal am Zeitlbach.

## Geschichte

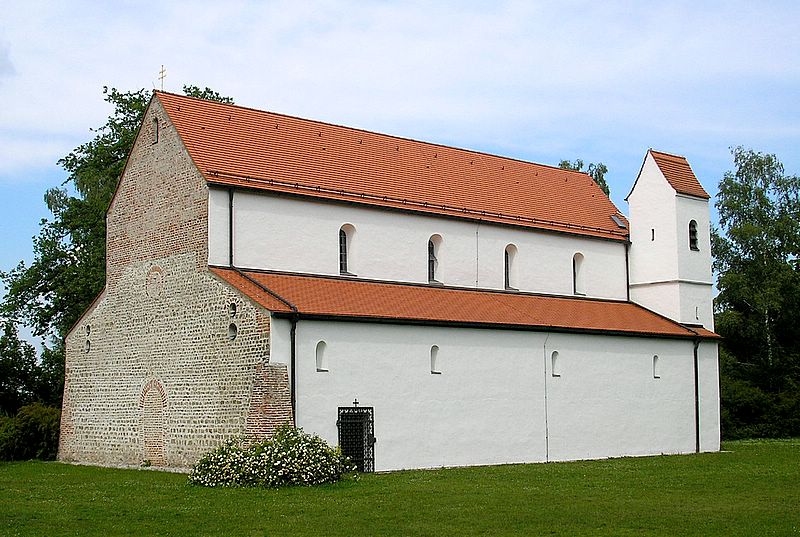
Basilika St. Peter und Paul

In Petersberg gabelte sich die Römerstraße Augsburg – Petersberg mit Abzweigung Straßbach (Markt Indersdorf) nach Freising und über Rumeltshausen – Dachau nach Oberföhring.
Um das Jahr 1000 errichteten die Wittelsbacher auf dem Berg die Burg Glaneck (Wittelsbacher Grafschaft Glaneck). Diese wurde nach dem Umzug des Grafen nach Scheyern aufgegeben, der Kirche gestiftet und ab 1104 in das Kloster Petersberg umgewandelt, das bis 1119 bestand, als die Mönche das neugegründete Kloster Scheyern bezogen.
Heute ist die Burgstelle mit dem noch deutlich erkennbaren Halsgraben im Westen als Bodendenkmal ausgewiesen. An der Südseite der ehemaligen Burg befindet sich die Basilika St. Peter und Paul.

## Sehenswürdigkeiten

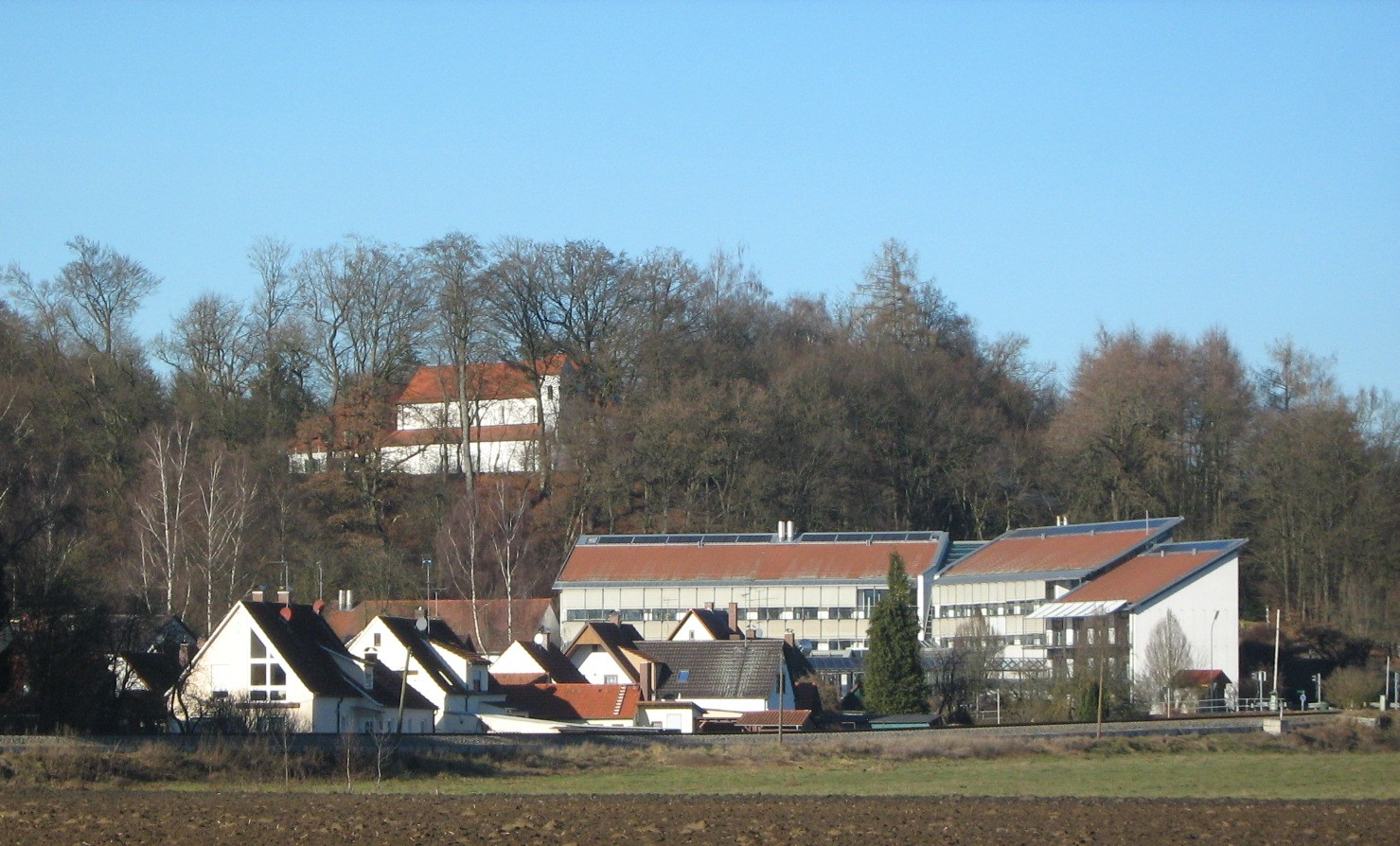
Petersberg mit Basilika (oben) und Landvolkshochschule (unten)

- Basilika St. Peter und Paul: ehemalige Benediktinerklosterkirche, dreischiffige, romanische Pfeilerbasilika ohne Querschiff, erbaut zwischen 1104 und 1119.[1]
- Burgstall der ehemaligen Burg Glaneck.
- Fußgängerbrücke für den Weg auf den Petersberg: Stampfbetonbau, um 1910, über Lokalbahnstrecke Dachau – Altomünster bei km 23,348.
- Katholische Landvolkshochschule Petersberg.[2]